# Hotel Danubio
Hotel Danubio és una pel·lícula espanyola de thriller dirigida el 2003 per Antonio Giménez-Rico que pretén ser un homenatge al cinema negre dels anys 1950. És basada en la novel·la Los peces rojos de Carlos Blanco Hernández i que fou adaptada al cinema amb la pel·lícula del mateix títol de José Antonio Nieves Conde, el 1955, tot passant desapercebuda. Fou rodada a l'antic balneari de Caldelas, a Tui.

## Argument
Hugo (Santiago Ramos) és un escriptor fracassat que manté una relació amb una noia anomenada Ivón (Carmen Morales) de la mateixa edat que el seu fill Carlos. Aquest s'enamora també de la jove...

## Repartiment
- Santiago Ramos...	Hugo
- Carmen Morales...	Ivonne
- Mariola Fuentes...	Magda
- Juan Jesús Valverde ...	Comissari
- Iñaki Miramón 	...	Agent
- José Sazatornil 	...	Conserge
- José Caride 	...	Administrador
- Fedra Lorente 	...	Primera vedette
- María Asquerino...	Tía Ángela
- Antonio Gamero...	Porter

## Nominacions i premis
XVIII Premis Goya
| Categoria                        | Persona                         | Resultat |
| -------------------------------- | ------------------------------- | -------- |
| Millor música original           | Pablo Cervantes                 | Nominat  |
| Millor disseny de vestuari       | Montse Sancho Lourdes de Orduña | Nominats |
| Millor maquillatge i perruqueria | Cristóbal Criado Alicia López   | Nominats |

Festival de Màlaga (2003)
Nominada a la Biznaga de Plata i menció especial per Mariola Fuentes